# 央街-大學線
1號央街－大学线（英語：Line 1 Yonge-University）是多伦多地铁的路线之一，首段於1954年落成，是多伦多以至全加拿大最早兴建的地铁路线。本綫由多倫多公車局（TTC）營運，現時共有38個車站，全長38.8公里，来回芬治站及旺市都會中心站间，在地鐵綫路圖中以黃色表示。由於沿線多個车站位于多伦多市中心区，本线也是四条主要路线运量最高的一条。
本線的營運時段為周一至周六早上6:00至翌晨1:30，和周日早上9:00至翌晨1:30，大部分時段班距為每四至五分鐘一班車，繁忙時段班距則加密至兩至三分鐘。此外，TTC亦有營運320號央街深宵巴士線，在本線深宵休車期間沿央街連接聯合車站和士刁士路。

## 名稱
本線的名稱隨著其延伸路段陸續通車而作相應更改。從1954年至1963年，本線為多倫多唯一一條地鐵線，因此只稱作「地鐵」（the subway）。大學路以下的路段於1963年通車後，本線改稱「央街－大學線」（Yonge–University Line）。士巴丹拿段於1978年通車後，本線則改稱「央街－大學－士巴丹拿線」（Yonge–University–Spadina Line）。「士巴丹拿」原指大多倫多市政府計劃興建的士巴丹拿高速公路（Spadina Expressway）；此延線本來計劃在該公路的中央分解帶中運行。然而，公路計劃後來在一片反對聲中被取消，而已興建的路段則易名為艾倫道，但TTC卻沿用「士巴丹拿」一名，而現時士巴丹拿段中只有兩個車站坐落士巴丹拿道。
此線的TTC内部編號為1號線，舊有編號則為602號線，但TTC多年來一直沒有對外宣傳這些編號。TTC終在2013年10月宣布對外公布地鐵和輕鐵路線編號，此線遂於2014年3月正式改稱「1號央街－大學線」。然而，多倫多市民仍普遍將此線按路段簡稱作「央街線」（Yonge Line）、「大學線」（University Line）和「士巴丹拿線」（Spadina Line）。

## 歷史

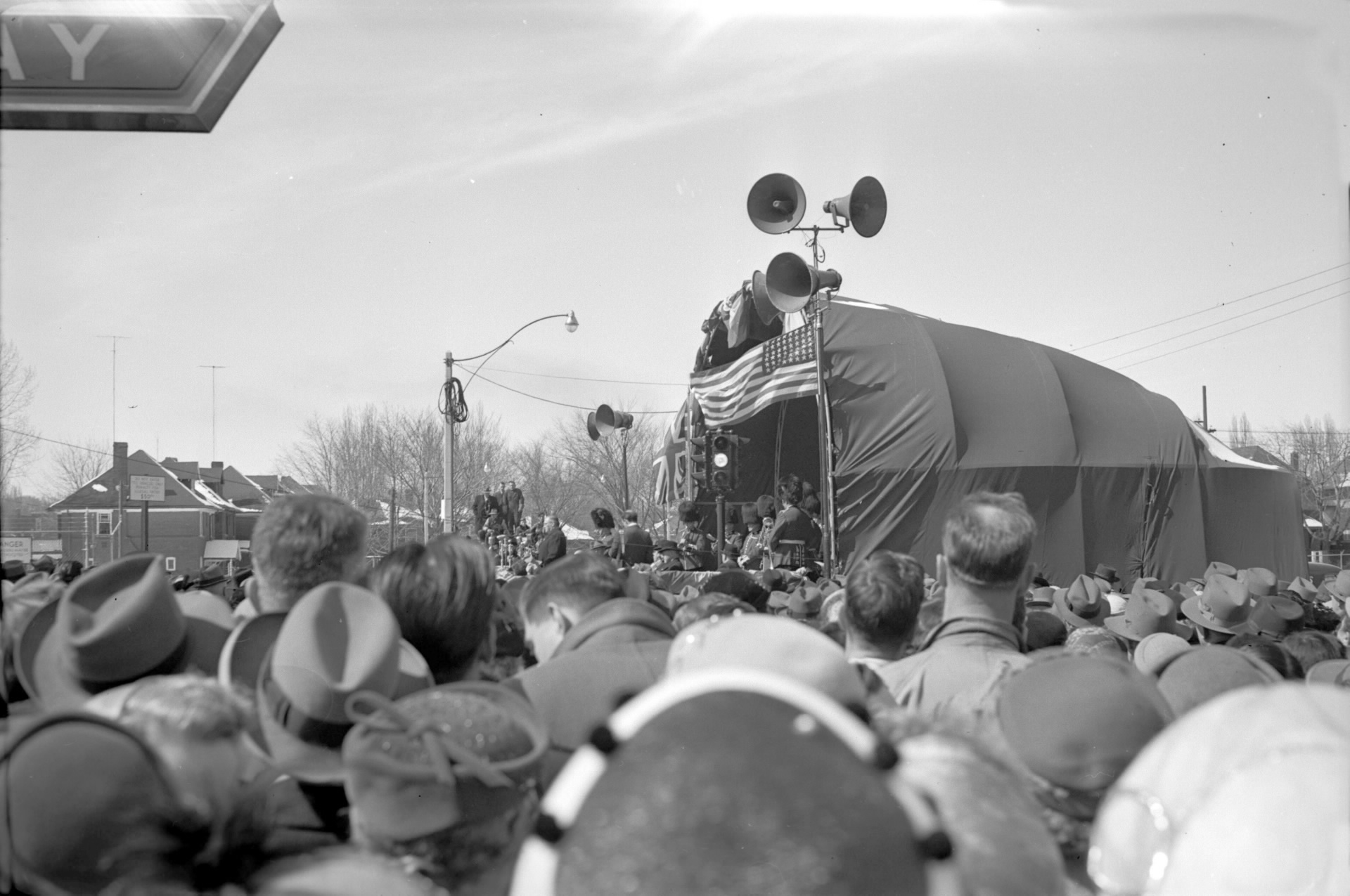
於爹核士威老站外舉行的央街地鐵線通車典禮（1954年）

央街為多倫多市的主要南北向街道，而行駛該街的有軌電車線運量到了20世紀初葉亦將近飽和。有見及此，多倫多市於1912年就應否沿該走廊興建地鐵而舉行公投；然而，選民否定興建該項目，而興建地鐵的呼聲其後亦逐漸消退。
二戰期間，多倫多市固有的道路網和路面電車系統開始無法應付從北部市郊往多倫多市中心上班的通勤客流量，而當局亦憂慮戰後私家車使用率飆升將令市内交通癱瘓。有見及此，TTC成立了一個捷運部門，並於1942年至1946年間研究不同方案。當局最後決定於央街以明挖回填方式興建地底隧道，連接市中心聯合車站和艾靈頓路，並派遣路面電車車輛行駛此隧道；市民於1946年1月1日舉行的公投中以大比數通過此方案。
戰後勞工市場人手短缺，項目工程亦因此延至1949年9月8日才展開。經過五年工程後，本線於1954年3月30日通車，成為加拿大首條地鐵線，央街有軌電車線亦告停駛。當時本線全長只有6.5公里，取道央街來回聯合車站和艾靈頓站。
本線於1963年從聯合車站取道大學路（University Avenue）向北伸延至聖佐治站，形成一條「U」字形的地鐵線。布魯亞-丹佛線於1966年通車後，這兩條地鐵線曾一度共構運行：舉例說，一班列車從艾靈頓站起途徑央街和大學路抵達博物館站，駛離該站後則沿布魯亞街（Bloor Street）和丹佛路（Danforth Avenue）向東駛往活湃站，再向西駛往基爾站，然後再沿大學路和央街駛回艾靈頓站；而下一班列車駛離艾靈頓站後則先前往基爾站，然後再駛往活拜站。此安排雖令乘客不用轉車便可直達目的地，但乘客在上車前則雖先確定該班列車會否先駛往其目的地。TTC後來認為此舉為乘客節省的時間實屬微不足道，因此共構運行於六個月後被取消，兩線從此一分為二。

央街－大學線和布魯亞－丹佛線當年的共構安排。

央街線其後從艾靈頓大道逐步向北伸延，1973年3月31日開通至約妙斯站，1974年則伸延至芬治路，標誌著地鐵服務開通至北約克。1987年，介乎已投入服務的雪柏站和芬治站之間的北約克中心站正式對外開放。另一方面，士巴丹拿延線則於1978年沿艾倫道的中央分解帶向北開通至衛信站，再於1996年向北伸延一站至雪柏西站。
1995年8月11日，一列士巴丹拿線列車在介乎聖卡拉西站和杜邦站的路軌撞向一列停下的列車，導致3人死亡和100人受傷，當中30人需送院留醫。這是多倫多地鐵自通車以來最嚴重的意外，令TTC的焦點從擴展地鐵網絡轉為集中於維修保養，以確保其服務的安全性。

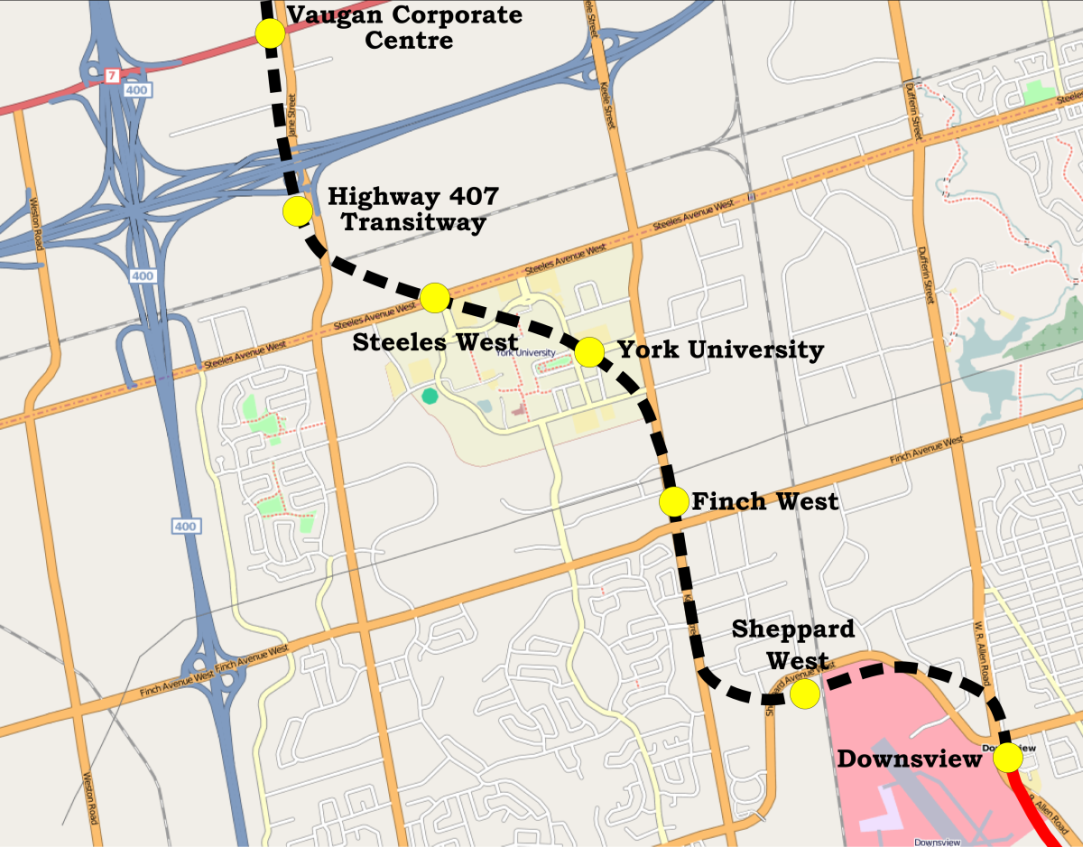
士巴丹拿延線項目

安大略省政府於2006年度財政預算案中宣佈撥款延長此地鐵線，將其西北段終點站從唐士维站（現稱雪柏西站）經约克大学延伸至士刁士大道和旺市都會中心。延線項目涵蓋六個車站，全長8.6（5.3英里），耗資約32億加元，2010年動工，2017年12月17日通車，標誌著地鐵服務首次跨越多倫多市（及其前身大多倫多市）的界線邁進約克區。

## 未來發展

### 央街延線項目
省政府的《驅動安大略2020》交通大綱建議將央街線的東北段終點站，從芬治站向北延伸至列治文山的7號公路。由於現時羅倫斯路（Lawrence Avenue）以南的央街線載客量已近飽和，因此在進行這項延線計劃前，當局需先提升央街線沿線的載客量上限。

## 车站

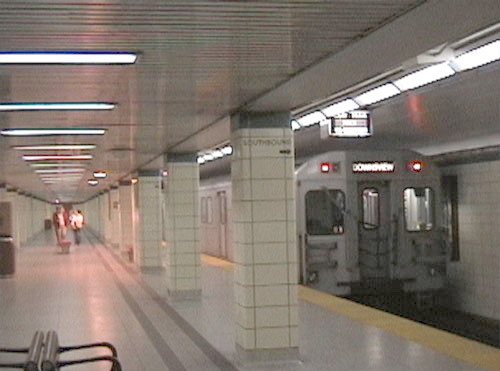
改建前的博物馆站月台

央街－大學線的車站由東北至西北如下（以斜体標示的線路尚未啟用）：
| 中文站名     | 英文站名 | 連接路線                                                            | 啟用日期       |
| ------------ | -------- | ------------------------------------------------------------------- | -------------- |
| 央街－大學線 |          |                                                                     |                |
| 芬治         |          | 約克區運輸局巴士 GO通勤巴士                                         | 1974年3月29日  |
| 北約克中心   |          |                                                                     | 1987年6月18日  |
| 雪柏-央街    |          | 雪柏線                                                              | 1974年3月29日  |
| 約妙斯       |          |                                                                     | 1973年3月31日  |
| 羅倫斯       |          |                                                                     | 1973年3月31日  |
| 艾靈頓       |          | 艾靈頓輕鐵                                                          | 1954年3月30日  |
| 爹核士威老   |          |                                                                     | 1954年3月30日  |
| 聖卡拉       |          | ■ 路面電車512號線                                                   | 1954年3月30日  |
| 夏山         |          |                                                                     | 1954年3月30日  |
| 玫瑰谷       |          |                                                                     | 1954年3月30日  |
| 布魯亞-央街  |          | 布魯亞-丹佛線                                                       | 1954年3月30日  |
| 韋斯里       |          |                                                                     | 1954年3月30日  |
| 書院         |          | ■ 路面電車506號線                                                   | 1954年3月30日  |
| 登打士       |          | ■ 路面電車505號線                                                   | 1954年3月30日  |
| 皇后         |          | ■ 路面電車501號線                                                   | 1954年3月30日  |
| 皇帝         |          | ■ 路面電車504號線                                                   | 1954年3月30日  |
| 聯合車站     |          | ■ 路面電車509號線及510號線 GO運輸 聯合車站－皮爾遜機場快線 維亞鐵路 | 1954年3月30日  |
| 聖安德魯     |          | ■ 路面電車504號線                                                   | 1963年2月28日  |
| 奧斯古       |          | ■ 路面電車501號線                                                   | 1963年2月28日  |
| 聖柏德烈     |          | ■ 路面電車505號線                                                   | 1963年2月28日  |
| 皇后公園     |          | ■ 路面電車506號線                                                   | 1963年2月28日  |
| 博物館       |          |                                                                     | 1963年2月28日  |
| 聖佐治       |          | 布魯亞－丹佛線                                                      | 1963年2月28日  |
| 士巴丹拿     |          |                                                                     | 1978年1月27日  |
| 杜邦         |          |                                                                     | 1978年1月27日  |
| 聖卡拉西     |          | ■ 路面電車512號線                                                   | 1978年1月27日  |
| 艾靈頓西     |          | 艾靈頓輕鐵                                                          | 1978年1月27日  |
| 己連堅       |          |                                                                     | 1978年1月27日  |
| 羅倫斯西     |          |                                                                     | 1978年1月27日  |
| 約杜         |          | GO通勤巴士                                                          | 1978年1月27日  |
| 衛信         |          |                                                                     | 1978年1月27日  |
| 雪柏西       |          | 約克區運輸局巴士                                                    | 1996年3月29日  |
| 登士維公園   |          | GO運輸巴里線                                                        | 2017年12月17日 |
| 芬治西       |          |                                                                     | 2017年12月17日 |
| 約克大學     |          | 約克區運輸局巴士 賓頓巴士快速交通系統                               | 2017年12月17日 |
| 先鋒村       |          | 約克區運輸局巴士                                                    | 2017年12月17日 |
| 407號公路    |          | GO通勤巴士 約克區運輸局巴士                                         | 2017年12月17日 |
| 旺市都會中心 |          | 約克區運輸局巴士 賓頓巴士快速交通系統                               | 2017年12月17日 |

## 外部連結
- 多倫多公車局網站 央街－大學線頁面（页面存档备份，存于）